# Коды Голда
Коды Голда — тип псевдослучайных последовательностей. Значимость этих последовательностей происходит из-за их очень низкой взаимной корреляции. Применяются в CDMA и GPS.
Оптимальные автокорреляционные свойства могут быть получены и для М-последовательностей, однако, для реализации принципа коллективного доступа необходим большой набор кодов одинаковой длины с хорошими взаимокорреляционными свойствами. Поэтому используется особый класс ПШ-последовательностей, который называют последовательностями Голда. Коды Голда не только позволяют получить большой набор последовательностей, но также и однородные и ограниченные значения взаимокорреляционной функции. Коды Голда хорошо подходят для использования в качестве длинных скремблирующих кодов для беспроводного множественного доступа с кодовым разделением каналов ({\displaystyle 2^{18}-1} кодов Голда для передачи информации от базовой станции к подвижному объекту, и {\displaystyle 2^{16}} кодов усеченной последовательности для обратного направления).
Последовательности Голда могут быть сгенерированы путём суммирования по модулю 2 двух М-последовательностей одинаковой длины. Результирующие Коды Голда имеют ту же самую длину как и исходные М-последовательности.
Ниже приведены предпочтительные пары М-последовательностей для генерации кодов Голда, число сгенерированных кодов Голда равно {\displaystyle 2^{m}+1}, где m — длина сдвигового регистра, длина кода равна {\displaystyle N=2^{m}-1}. Нормализованная ВКФ принимает одно из трех значений в зависимости от m.
| m  | Длина кода | Пары М-последовательностей                                                               | Значения ВКФ | Значения ВКФ | Значения ВКФ | Уровень выбросов |
| -- | ---------- | ---------------------------------------------------------------------------------------- | ------------ | ------------ | ------------ | ---------------- |
| 5  | 31         | [5,3][5,4,3,2]                                                                           | 7            | −1           | −9           | −29 %            |
| 6  | 63         | [6,1][6,5,2,1]                                                                           | 15           | −1           | −17          | −27 %            |
| 7  | 127        | [7,3,2,1][7,5,4,3,2,1]                                                                   | 15           | −1           | −17          | −13 %            |
| 8  | 255        | [8,7,6,5,2,1][8,7,6,1]                                                                   | 31           | −1           | −17          | +12 %            |
| 9  | 511        | [9,4][9,6,4,3][9,6,4,3][9,8,4,1]                                                         | 31           | −1           | −33          | −6 %             |
| 10 | 1023       | [10,9,8,7,6,5,4,3][10,9,7,6,4,1][10,8,7,6,5,4,3,1][10,9,7,6,4,1][10,8,5,1][10,7,6,4,2,1] | 63           | −1           | −65          | −6 %             |
| 11 | 2047       | [11,2][11,8,5,2][11,8,5,2][11,10,3,2]                                                    | 63           | −1           | −65          | −3 %             |

```
М-последовательность 1    1 1 1 1 1 0 0 0 1 1 0 1 1 1 0 1 0 1 0 0 0 0 1 0 0 1 0 1 1 0 0
М-последовательность 2    1 1 1 1 1 0 0 1 0 0 1 1 0 0 0 0 1 0 1 1 0 1 0 1 0 0 0 1 1 1 0

Код Голда 1 (нет сдвига)  0 0 0 0 0 0 0 1 1 1 1 0 1 1 0 1 1 1 1 1 0 1 1 1 0 1 0 0 0 1 0
Код Голда 2 (сдвиг=1)     0 0 0 0 1 0 1 0 1 0 1 1 1 1 0 0 0 0 1 0 1 0 0 0 0 1 1 0 0 0 1
				...
Код Голда 31 (сдвиг=30)   1 0 0 0 0 1 0 0 0 1 0 0 0 1 0 1 0 0 0 1 1 0 0 0 1 1 0 1 0 1 1
```